# Fukushima Yasumasa

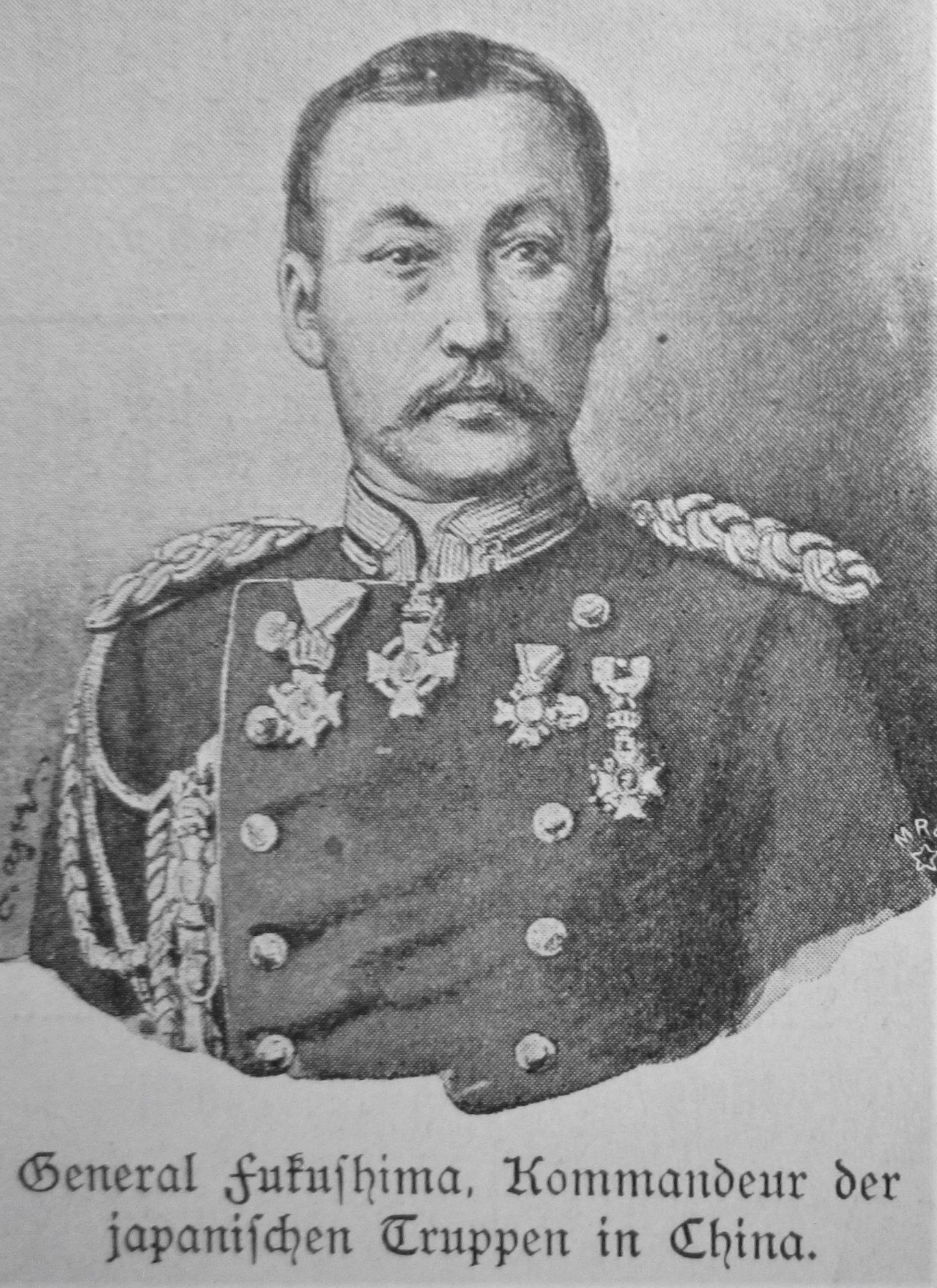
General Fukushima Yasumasa, Kommandeur der japanischen Truppen in China 1900

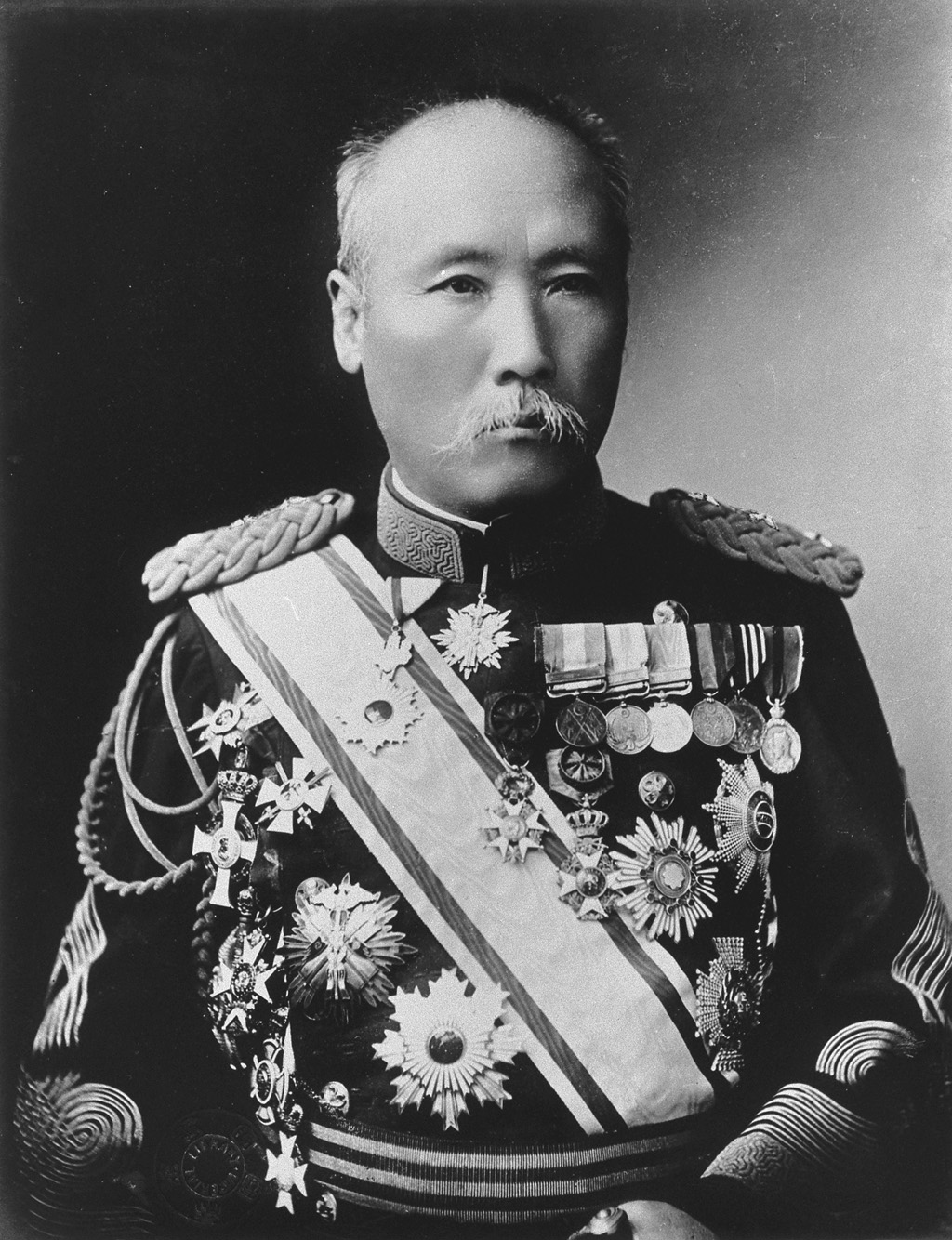
General Fukushima Yasumasa

Fukushima Yasumasa (japanisch 福島 安正; * 27. Mai 1852 in Matsumoto, Japanisches Kaiserreich; † 19. Februar 1919 in Tokio) war ein General der Kaiserlich Japanischen Armee.

## Leben
Fukushima wurde in eine Samurai-Familie in Matsumoto in der damaligen Provinz Shinano geboren. Später ging er nach Edo, um die Militärschule Kobusho in Tsukiji zu besuchen, wo er zum Hatamoto ausgebildet wurde. Nach seinem Abschluss 1874 ging er als Zivilangestellter zum Justizministerium und wechselte später zum Heeresministerium. Während der Satsuma-Rebellion kämpfte er auf Seiten der Regierungstruppen. Seine schnelle Auffassungsgabe und sein gutes Auskommen mit den verschiedensten Personen sorgten dafür, dass er trotz seines jungen Alters im Anschluss einen Posten im Generalstab erhielt.
In den folgenden Jahren wurde er auf verschiedene Auslandsreisen geschickt. So reiste er 1879 durch die unter Kontrolle der Qing-Dynastie stehende Mongolei und war von 1882 bis 1884 Militärattaché im chinesischen Peking. Nach Ausbruch des Ersten Japanisch-Chinesischen Krieges war er Stabsoffizier in der 1. Armee.
Nach dem Krieg unternahm er von 1886 bis 1887 eine ausgedehnte Reise durch Britisch-Indien und Burma. Nach seiner Rückkehr wurde er zum Major befördert und als Militärattaché nach Berlin geschickt. Fukushima, der angeblich 10 verschiedene Sprachen fließend beherrschte, wurde während seines Aufenthalts in Berlin schnell zu einer bekannten Person in der dortigen gehobenen Gesellschaft. Er war als ein wettfreudiger Mann bekannt, der alle möglichen Arten von Wetten gewann. Er gab selbst an, dass sein späterer Ritt quer durch Russland auf einer Wette mit einigen deutschen Kavallerieoffizieren fußte, die er während einer freudigen Trinkrunde geschlossen habe. Da jedoch mehrere Historiker behaupten, dass Fukushima zeit seines Lebens keinen Alkohol getrunken habe, ist unklar, ob diese Version der Geschichte nicht eine Erfindung ist. Es ist wahrscheinlicher, dass Fukushima den Ritt seines Vorbilds, des britischen Oberst Frederick Gustavus Burnaby, quer durch Asien in das Khanat Xiva übertreffen wollte. Da er auch Burnabys Ansicht teilte, dass Russland der Hauptfeind Großbritanniens und Japans sei, dürfte die Reise auch einen praktischen Zweck, nämlich die Erkundung des inneren Zustands Russlands, gehabt haben.
1892 machte er sich schließlich auf den Weg zu einer Reise, die von Berlin bis nach Wladiwostok führen sollte. Sie dauerte 16 Monate und führte ungefähr entlang der Route der noch im Entstehen begriffenen Transsibirischen Eisenbahn, um deren Baufortschritt festzustellen. Noch während seiner Reise wurde die Geschichte seiner 14.000 Kilometer langen Reise in Japan bekannt und machte ihn in der Bevölkerung zu einem Nationalhelden. Aufgrund dessen wurde er am 1. März 1892, als er sich noch in Russland befand, in Abwesenheit zum Oberstleutnant befördert. Direkt nach seiner Ankunft wurde ihm der Orden des Heiligen Schatzes 3. Klasse verliehen. Die Pferde, mit denen er die Reise bestritten hatte, spendete er dem Ueno-Zoo, in dem sie schnell zu einer der Hauptattraktionen wurden.
Während des Boxeraufstands war Fukushima Befehlshaber der japanischen Truppen in Tianjin und der dortigen Auslandskonzessionen. Anschließend besuchte er kurz die Kaiserlich Japanische Heeresakademie, um die Taktiken des deutschen General Jakob Meckel zu erlernen. Im Anschluss an den Krieg besuchte er unter anderem Ägypten, das Osmanische Reich, den Persien, Arabien, Turkestan, Indien, Burma und Siam. 1902 reiste er in Vertretung des Meiji Tennōs zur Krönung Eduard VII. von Großbritannien. Der eigentliche Grund für seinen Besuch war seine Teilnahme an den Geheimverhandlungen, die am 30. Januar 1902 zum Abschließen der Anglo-Japanischen Allianz führten. Hierfür wurde er zum Knight Commander des Order of the Bath ernannt.
Nach einem kurzen Einsatz während des Russisch-Japanischen Krieges erhielt Fukushima 1907 den Titel eines Baron (danshaku) im Adelssystem des Kazoku. Vom 26. April 1912 bis zum 15. September 1914 war er Generalgouverneur des japanischen Pachtgebiets Kwantung. Nach seiner Beförderung zum General wurde er 1914 in die Reserve versetzt, wo er zum Vizepräsidenten der Reservistenvereinigung ernannt wurde.
Am 19. Februar 1919 starb Fukushima im Alter von 66 Jahren in Tokio und wurde auf dem Friedhof Aoyama beigesetzt. Das städtische Museum von Matsumoto stellt einige seiner persönlichen Gegenstände wie beispielsweise seine Reitausrüstung aus.